# 香港2012年1月
- 1月4日：政府就有關於維港以外覓地填海事宜，開始向公眾諮詢。[1]
- 1月5日：有報章揭發D&G禁止香港人攝影風波，引發民間強烈反彈；1月9日多名香港市民到D&G分店外拍攝，宣洩不滿。[2]
- 1月5日：滬港經貿合作會議第二次會議於上海舉行，兩地政府簽署四項合作協議，包括商貿、醫療、文化交流及公務員交流四方面。[3]
- 1月9日：粵港合作聯席會議第十七次工作會議於香港舉行。會後兩地政府宣佈會按計劃於3月推行粵港自駕遊，並在年內推出八達通及嶺南通二合一的智能卡。[4]
- 1月13日：黃大仙下邨龍逸樓30樓弒父案。
- 1月15日：香港有市民與內地母子於港鐵列車罵戰，片段被網民拍攝上網。1月19日北京大學中文系教授孔慶東評論此事時，發表「香港人是狗」的言論，引發香港各界強烈反彈。[5]
- 1月19日：港府推出四項行政措施，試圖遏止「雙非孕婦」闖關入境產子。[6]
- 1月20日：香港立法會遞補機制爭議：港府公佈有關立法會議席出缺安排諮詢結果，限制所有辭職議員於半年內再次參選。[7]
- 1月25日：昂坪360纜車因滑輪軸承技術問題而發生故障，纜車一度停止運作，約800名乘客被困於纜車車廂內近兩小時。[8]
- 1月30日：彩園邨彩華樓，一名有精神病的男子斬死一名正在當值的保安員。[9]